# Сардинский тритон
Сардинский тритон, или сардинский горный тритон, или щукоголовый тритон (лат. Euproctus platycephalus) — вид амфибий из рода горных тритонов (лат. Euproctus) отряда хвостатых земноводных. Данный вид является эндемиком острова Сардиния.

## Описание
Общая длина самцов составляет 127 мм, самок — 112 мм. Иногда встречаются особи длиной до 150 миллиметров. Туловище слегка приплюснуто, как и голова. Паротидные железы заметны слабо. Длина хвоста слегка превышает туловище. Кожа гладкая, однако на ней имеются борозды. Цвет спины оливково-зелёный со светло-серыми пятнами. Брюхо имеет жёлто-красную окраску с нерегулярно расположенными тёмными пятнами. Лёгкие могут быть редуцированы или вообще отсутствовать.

## Образ жизни
Животные данного вида обитают в небольших озёрах и реках на высоте от 50 до 1800 метров. Взрослые животные могут жить круглый год в воде, однако могут встречаться и вблизи их. Амфибии обычно активны в ночное время, днём же прячутся между камнями и под корнями. Спаривание возможно в течение почти всего года (за исключением июля и августа). Самка откладывает от 50 до 220 икринок, из которых через четыре недели выклёвываются личинки длиной около 13 мм. Личиночная стадия занимает от 10 до 15 месяцев, так что некоторые личинки проходят метаморфоз после зимовки. Известны единичные случаи неотении.